# Helmut Kammerer
Helmut Kammerer (* 20. Juli 1958 in Holzkirchen (Oberbayern)) ist ein deutscher Buchautor und Fachjournalist.
Helmut Kammerer absolvierte nach dem Abitur Ausbildungen als Bankkaufmann und als Organisationsprogrammierer. Seit 1996 veröffentlicht er Fach- und Sachbücher sowie zahllose Fachartikel, zumeist bezüglich seines Tätigkeitsschwerpunktes Gastronomieberatung. In 2008 erschien von ihm ein Buch über seinen christlichen Glauben.
1999/2000 war er Mitbegründer des 42erAutoren – Verein zur Förderung der Literatur e.V. und 2005–2007 deren Vorsitzender.
Helmut Kammerer lebt mit seiner Frau, der Schriftstellerin Iris Kammerer, in Marburg.

## Veröffentlichungen
- Vorsicht Kredit. Schüren, Marburg 1996, ISBN 3-89472-146-4.
- Optimierung und Existenzsicherung im Gastgewerbe. Matthaes, Stuttgart 2010, ISBN 978-3-87515-047-6.
- mit Eibe Cordes: Partyservice und Catering. Matthaes, Stuttgart 2007, ISBN 978-3-87515-017-9.
- Kraftwerk Glaube. Kösel, München 2008, ISBN 978-3-466-36778-8.
- 100 geniale Praxistipps für Hotellerie und Gastronomie. Matthaes, Stuttgart 2009, ISBN 978-3-87515-036-0.

## Preise
- 2005  Silbermedaille der Gastronomischen Akademie Deutschlands für Optimierung und Existenzsicherung im Gastgewerbe
- 2007  Silbermedaille der Gastronomischen Akademie Deutschlands für Partyservice und Catering